# Doris Speed
Doris Speed (* 3. Februar 1899 in Manchester; † 16. November 1994 in Bury) war eine britische Schauspielerin.

## Leben
Doris Speed wuchs als einziges Kind von George Speed (1869–1945) und Ada Worsley (1878–1973) in Manchester auf. Nach ihrem Schulabschluss arbeitete sie zunächst in verschiedenen Berufen, wie beispielsweise in der Guinness-Brauerei. Durch ihre beruflichen Tätigkeiten wohnte sie zeitweise auch in Southport.
In den 1930er Jahren absolvierte Speed eine professionelle Schauspielausbildung an einer Schauspielschule in Manchester. Ab 1937 wirkte sie an verschiedenen Theaterhäusern als Bühnendarstellerin in mehreren Theaterstücken mit, wie beispielsweise in Hamlet oder in Ein Sommernachtstraum. Ab 1957 stand sie auch als Schauspielerin vor der Kamera und wirkte in einigen Filmen und Fernsehserien mit. Einem Millionenpublikum bekannt wurde Speed vor allem durch ihre Rolle als Pub-Besitzerin Anne „Annie“ Walker in der bis heute auf ITV laufenden Serie Coronation Street, welche sie vom 9. Dezember 1960 (Folge 1) bis zum 12. Oktober 1983 (Folge 2351) spielte. Nach ihrem freiwilligen Ausstieg aus der Serie zog sich Speed aus dem Rampenlicht zurück.
Doris Speed, die zeitlebens unverheiratet und kinderlos blieb, starb am 16. November 1994 im Alter von 95 Jahren. Ihre Urne wurde auf dem Blackley Cemetery in Manchester beigesetzt.

## Filmografie (Auswahl)
- 1957: Armchair
- 1960: Hetzjagd
- 1960–1983: Coronation Street (Fernsehserie)
- 1961: Knight Errant Limited
- 1962: Kipps
- 1963: Second Dry Run
- 1969: All Star Comedy Carnival (Fernsehserie, 1 Folge)
- 1972: Annie & Betty